# Альварадо, Александер
Александер Антонио Альварадо Каррьель (исп. Alexander Antonio Alvarado Carriel; род. 21 апреля 1999, Кеведо, Эквадор) — эквадорский футболист, крайний полузащитник клуба «ЛДУ Кито» и сборной Эквадора.

## Клубная карьера
Александер Альварадо начинал футбольную карьеру в клубах «Депортиво Кеведо» и «Индепендьенте дель Валье». В 2015 году стал игроком клуба «Депортиво Кито» и дебютировал в его основном состав 2 декабря 2015 года в матче эквадорской Серии A против своей прежней команды «Индепендьенте дель Валье».
С 2017 по 2018 годы выступал за клуб эквадорской Серии B «Гуаласео».
В январе 2018 года перешёл в «Аукас». Дебютировал за команду 18 февраля 2018 года в матче эквадорской Серии A против «Дельфина». 17 марта 2018 года забил свой первый гол за «Аукас» в матче против «Макары».
13 октября 2020 года Альварадо был взят клубом MLS «Орландо Сити» в краткосрочную аренду до конца 2020 года с опцией выкупа. В главной лиге США дебютировал 28 октября 2020 года в матче против «Атланты Юнайтед», выйдя на замену на 79-й минуте вместо Криса Мюллера. По окончании сезона 2020 «Орландо Сити» выкупил Альварадо.
19 января 2022 года Альварадо был взят в аренду эквадорским «ЛДУ Кито» на сезон 2022 с опцией выкупа. 25 ноября 2022 года «ЛДУ Кито» объявил о выкупе Альварадо, подписав с ним пятилетний контракт.

## Карьера в сборной
В январе — феврале 2019 года в составе сборной Эквадора до 20 лет принял участие в молодёжном чемпионате Южной Америки, на котором эквадорцы стали чемпионами. В мае — июне того же года сыграл на молодёжном чемпионате мира, на котором эквадорцы завоевали бронзовые медали.
11 сентября 2019 года дебютировал за главную сборную Эквадора в товарищеском матче против сборной Боливии.